# Вермельїнью
Вермельїнью (порт. Vermelhinho, нар. 9 березня 1959, Сан-Жуан-да-Мадейра) — португальський футболіст, що грав на позиції півзахисника.
Виступав, зокрема, за клуб «Порту», а також національну збірну Португалії.
Дворазовий чемпіон Португалії. Володар Кубка Португалії. Володар Кубка чемпіонів УЄФА.

## Клубна кар'єра
У дорослому футболі дебютував 1977 року виступами за команду «Санжуаненсі», в якій провів три сезони. 
Протягом 1980—1982 років захищав кольори клубу «Агуеда».
Своєю грою за останню команду привернув увагу представників тренерського штабу клубу «Порту», до складу якого приєднався 1983 року. Відіграв за клуб з Порту наступні чотири сезони своєї ігрової кар'єри. За цей час двічі виборював титул чемпіона Португалії, ставав володарем Кубка чемпіонів УЄФА.
Згодом з 1987 по 1991 рік грав у складі команд «Шавіш», «Порту», «Брага» та «Ешпінью».
Завершив ігрову кар'єру у команді «Санжуаненсі», у складі якої вже виступав раніше. Повернувся до неї 1991 року, захищав її кольори до припинення виступів на професійному рівні у 1995 році.

## Виступи за збірну
У 1984 році дебютував в офіційних матчах у складі національної збірної Португалії.
У складі збірної був учасником чемпіонату Європи 1984 року у Франції, на якому команда здобула бронзові нагороди.
Загалом протягом кар'єри в національній команді, яка тривала 1 рік, провів у її формі 2 матчі.

## Титули і досягнення
- Чемпіон Португалії (2):

«Порту»: 1984-1985, 1985-1986
- Володар Кубка Португалії (1):

«Порту»: 1983-1984
- Володар Кубка чемпіонів УЄФА (1):

«Порту»: 1986-1987